# بروتياز فيروس نقص المناعة البشرية-1
بروتياز فيروس نقص المناعة البشرية-1 (بالإنجليزية: HIV-1 protease)‏ هي بروتياز حمض أسبارتيك الفيروس القهقري (Retroviral aspartyl protease) التي لا غنى عنها لدورة حياة فيروس العوز المناعي البشري (الفيروس القهقري المسبب لالإيدز).

## روابط خارجية
- The ميروبس [الإنجليزية] online database for peptidases and their inhibitors: A02.001 نسخة محفوظة 23 يناير 2005 على موقع واي باك مشين.
- بروتيوبيديا HIV-1_protease - the HIV-1 protease structure in interactive 3D
- HIV-1+Protease في المكتبة الوطنية الأمريكية للطب نظام فهرسة المواضيع الطبية (MeSH).